# Didemnum fulgens
Didemnum fulgens is een zakpijpensoort uit de familie van de Didemnidae. De wetenschappelijke naam van de soort is, als Leptoclinum fulgens, voor het eerst geldig gepubliceerd in 1841 door Henri Milne-Edwards.